# A New Kind of Science
A New Kind of Science (lit. en català: Un nou tipus de ciència) és un llibre de Stephen Wolfram que va ser publicat l'any 2002 per la seva companyia Wolfram Research sota el segell Wolfram Media. Conté un estudi empíric i sistemàtic de sistemes computacionals com ara els autòmats cel·lulars. Wolfram denomina programes simples aquests sistemes i argumenta que la filosofia científica i els mètodes apropiats per a l'estudi dels programes simples són rellevants per a altres camps de la ciència.

## Continguts

### La computació i les seves implicacions
La tesi d'A New Kind of Science té dues parts: d'una banda, argumenta que la naturalesa de la computació ha de ser explorada experimentalment i, d'altra banda, que els resultats d'aquests experiments tenen gran importància per a la comprensió del món físic. Des dels seus incipients inicis en la dècada dels anys trenta, la computació ha sigut abordada principalment a partir de dues tradicions: l'enginyeria, que busca construir sistemes pràctics fent servir computacions; i les matemàtiques, que busquen demostrar teoremes sobre les computacions. Tot i que ja en la dècada de 1970 es va descriure la computació com una disciplina en la intersecció de les matemàtiques, l'enginyeria i les tradicions empíriques. Wolfram introdueix una tercera tradició que busca investigar empíricament la computació en benefici propi. Per aquest propòsit, Wolfram argumenta que, per a fer-ho, es necessita un mètode totalment nou, ja que les matemàtiques tradicionals no aconsegueixen descriure els sistemes complexos de manera significativa, i que hi ha un límit superior de complexitat en tots els sistemes.

### Programes simples
El tema bàsic del "new kind of science" ("nou tipus de ciència") de Wolfram és l'estudi de regles abstractes senzilles, essencialment, programes informàtics elementals. En gairebé qualsevol classe de sistema computacional es poden trobar fàcilment exemples de gran complexitat entre els casos més senzills (després d'una sèrie de temps de múltiples bucles iteratius, aplicant el mateix conjunt simple de regles sobre si mateix, similar a un cicle acte-reforçat fent servir un conjunt de regles). Això sembla ser cert tot i els components del sistema i els detalls de la seva configuració. Els sistemes explorats en aquest llibre inclouen autòmats cel·lulars d'una, dues i tres dimensions; autòmats mòbils; màquines de Turing d'1 i 2 dimensions; diverses varietats de substitució i sistemes de xarxa; funcions recursives primitives; funcions recursives inserides; combinatòries; sistemes d'etiquetes; màquines de registre i nombres capicua. Per a que un programa sigui qualificat com a simple, existeixen diverses condicions:
La seva operació pot ser completament explicada mitjançant una il·lustració gràfica senzilla.
Es pot explicar completament mitjançant poques frases de llenguatge humà.
Pot implementar-se en un llenguatge de programació fet servir només unes quantes línies de codi.
El número de les seves possibles variacions és prou petit perquè totes puguin ser computades. Generalment, els programes simples solen tenir un esquema abstracte molt senzill. Els autòmats cel·lulars simples, les màquines de Turing i les combinatòries són exemples d'aquests esquemes, mentre que els autòmats cel·lulars complexos no són qualificats necessàriament com a programes simples. També és possible inventar nous esquemes, especialment per a capturar l'operació dels sistemes naturals. La característica principal dels programes simples és que un percentatge significatiu d'ells és capaç de produir una gran complexitat. Simplement enumerant totes les possibles variacions de gairebé qualsevol classe de programes ràpidament ens porta a exemples que es comporten de forma inesperada i interessant. Això porta a la pregunta: si el programa és tan simple, d'on prové la complexitat? En certa manera, no hi ha prou espai en la definició del programa per a codificar directament totes les coses que el programa pot fer.Per tant, els programes simples poden ser vistos com a un exemple mínim d'emergència. Una deducció lògica d'aquest fenomen és que si els detalls de les regles del programa tenen poca relació directa amb el seu comportament, llavors és molt difícil enginyar directament un programa simple que realitzi un comportament específic. Una aproximació alternativa és intentar enginyar un simple esquema computacional global i després fer una cerca de força bruta a través de tots els components possibles per a la millor coincidència.
Els programes simples són capaços d'un rang notable de comportament. S'ha demostrat que alguns són ordinadors universals. Uns altres exhibeixen propietats familiars de la ciència tradicional, com ara el comportament termodinàmic, el comportament de la mecànica contínua, les magnituds conservades, la percolació, la dependència sensible de les condicions inicials, i altres. Aquests programes s'han utilitzat com a models de trànsit, fractura de materials, creixement dels cristalls i altres fenòmens sociològics, geològics i ecològics. Una altra característica dels programes simples és que, segons el llibre, fer-los més complicats sembla tenir poc efecte sobre la seva complexitat global. A New Kind of Science argumenta que aquesta és l'evidència de què els programes simples són suficients per a capturar l'essència de gairebé qualsevol sistema complex.

### Mapatge i exploració de l'univers computacional
Per a estudiar les regles senzilles i el seu comportament sovint complex, Wolfram creu que és necessari explorar sistemàticament tots els sistemes computacionals i documentar el que fan. Creu que aquest estudi s'hauria de convertir en una nova branca de la ciència, com la física o la química. L'objectiu bàsic d'aquest camp és comprendre i caracteritzar l'univers computacional científic fent servir mètodes experimentals.
La nova branca d'exploració científica proposada admet formes molt diferents de producció científica. Per exemple, les classificacions quantitatives són sovint el resultat de les primeres incursions en la jungla computacional. Per altra banda, les demostracions explícites que certs sistemes computen aquesta o aquella funció són també admissibles. També hi ha algunes formes de producció que són úniques d'alguna manera en aquest camp d'estudi. Per exemple el descobriment dels mecanismes computacionals que emergeixen en diferents sistemes, però en formes estranyament diferents.
Un altre tipus de producció suposa la creació de programes per a l'anàlisi de sistemes computacionals. En el marc de la nova classe de ciència (NKS per les seves sigles en anglès), on ells mateixos haurien de ser programes simples i estar subjectes als mateixos objectius i metodologia. Una extensió d'aquesta idea és que la ment humana és en si mateixa un sistema computacional i, per consegüent, subministrar-li dades en brut és una via tan efectiva com possible per a la recerca. Wolfram creu que els programes i les seves anàlisis haurien de visualitzar-se tan directament com sigui possible i ser exhaustivament examinats per milers o més, ja que aquest nou camp s'interessa en les regles abstractes, pot en principi apuntar a temes rellevants en altres camps de la ciència. No obstant això, la idea general de Wolfram és que puguin descobrir-se idees i mecanismes nous en l'univers computacional, on es poden representar en les formes més simples i després altres camps poden escollir entre aquests descobriments els que consideren rellevants.

### Ciència abstracta sistemàtica
Mentre Wolfram promou els programes simples com a disciplina científica, també sosté que la seva metodologia revolucionarà altres camps de la ciència. La base per a aquesta afirmació és que l'estudi dels programes simples és la forma mínima possible de ciència, basada per igual en l'abstracció i l'experimentació empírica. Cada aspecte de la metodologia proposada en A New Kind of Science estan optimitzats perquè l'experimentació sigui com més directa, fàcil i significativa possible, al mateix temps que es maximitzen les possibilitats que l'experiment faci alguna cosa inesperada De la mateixa manera que aquesta metodologia permet estudiar els mecanismes computacionals en les seves formes més simples, Wolfram sosté que el procés de fer-lo es relaciona amb la base matemàtica del món físic i, per tant, té molt a oferir a les ciències.
Wolfram sosté que les realitats computacionals de l'univers fan ciència dura per raons fonamentals, però també sosté que comprenent la importància d'aquestes realitats podem aprendre a aprofitar-les a favor nostre. Per exemple, en comptes d'aplicar l'enginyeria inversa a les nostres teories d'observació, podem simplement enumerar sistemes i després intentar relacionar-los amb els comportaments que vegem. Un tema important de la investigació de l'estructura segons aquest estil és la investigació de l'estructura de l'espai de possibilitats. Wolfram considera que la ciència és massa ad hoc, en part perquè els models usats són massa complicats i innecessàriament organitzats al voltant de les limitades primitives de les matemàtiques tradicionals. Wolfram defensa la seva posició fent servir models les variacions dels quals són enumerables i les conseqüències dels quals són senzilles de computar i analitzar.

### Fonaments filosòfics

#### Irreductibilitat computacional
Wolfram argumenta que un dels seus assoliments és proporcionar un sistema coherent d'idees que justifiqui la computació com a principi organitzador de la ciència. Per exemple, argumenta que el concepte d'irreductibilitat computacional (que alguns càlculs complexos no són susceptibles de dreceres i no poden ser "reduïts"), és en última instància la raó per la qual els models computacionals de la naturalesa han de ser considerats a més dels models matemàtics tradicionals. Així mateix, la seva idea de la generació d'aleatorietat intrínseca (que els sistemes naturals poden generar la seva pròpia aleatorietat, en lloc d'utilitzar la teoria del caos o les pertorbacions estocàstiques) implica que els models computacionals no necessiten incloure una aleatorietat explícita.

#### Principi de l'equivalència computacional
Basant-se en els seus resultats experimentals, Wolfram va desenvolupar el principi d'equivalència computacional (PEC): el principi afirma que els sistemes que es troben en el món natural poden realitzar càlculs fins a un nivell màxim ("universal") de potència computacional. La majoria dels sistemes poden aconseguir aquest nivell. Els sistemes, en principi, computen el mateix que un ordinador. La computació és, per tant, simplement una qüestió de translació de les entrades i sortides d'un sistema a un altre. En conseqüència, la majoria dels sistemes són equivalents a escala computacional. Alguns exemples proposats d'aquests sistemes són el funcionament del cervell humà i l'evolució dels sistemes meteorològics.
El principi es pot replantejar de la següent manera: gairebé tots els processos que no són evidentment senzills tenen una sofisticació equivalent. A partir d'aquest principi, Wolfram extreu una sèrie de deduccions concretes que, segons ell, reforcen la seva teoria. Possiblement la més important és l'explicació de per què experimentem l'aleatorietat i la complexitat: sovint, els sistemes que analitzem són tan sofisticats com nosaltres. Així doncs, la complexitat no és una qualitat especial dels sistemes, com per exemple el concepte de "calor", sinó simplement una etiqueta per a tots els sistemes els càlculs dels quals són sofisticats. Wolfram argumenta que entendre això fa possible la "ciència normal" del paradigma defensat en A New Kind of Science.
A un nivell més profund, Wolfram considera que, com moltes de les idees científiques més rellevants, el principi d'equivalència computacional permet que la ciència sigui més general assenyalant noves formes en què els humans no són "especials". És a dir, s'ha afirmat que la complexitat de la intel·ligència humana ens fa especials, però el Principi afirma el contrari. En certa manera, moltes de les idees de Wolfram es basen a entendre el procés científic (incloent-hi la ment humana) com alguna cosa que opera dins del mateix univers que estudia, en lloc d'estar fora d'ell.

### Aplicacions i resultats
Hi ha un gran nombre de resultats concrets i idees en aquest llibre, i poden organitzar-se en diversos temes. Un tema comú dels exemples i aplicacions és demostrar la poca complexitat que es necessita per a aconseguir un comportament interessant i com la metodologia adequada pot descobrir aquest comportament.
En primer lloc, hi ha diversos casos en els quals el llibre introdueix el que era, durant la composició del llibre, el sistema més senzill conegut en alguna classe que té una característica particular. Alguns exemples són la primera funció recursiva primitiva que resulta complexa, la màquina de Turing universal més petita i l'axioma més curt per al càlcul proposicional. En una línia similar, Wolfram també mostra molts programes senzills que exhibeixen fenòmens com les transicions de fase, les quantitats conservades, el comportament del continu i les termodinàmiques que són familiars en la ciència tradicional. Els models computacionals senzills de sistemes naturals, com el creixement de les petxines, la turbulència dels fluids i la fil·lotaxi, són una última categoria d'aplicacions que entren en aquest tema. Un altre tema comú és prendre fets sobre l'univers computacional com un tot i utilitzar-los per a raonar sobre els camps d'una manera holística. Per exemple, Wolfram analitza com els fets sobre l'univers computacional informen la teoria de l'evolució, el SETI, el lliure albir, la teoria de la complexitat computacional i camps filosòfics com l'ontologia, l'epistemologia i fins i tot el postmodernisme.
Un altre tema comú és prendre fets sobre l'univers computacional com un tot i utilitzar-los per a raonar sobre els camps d'una manera holística. Per exemple, Wolfram analitza com els fets sobre l'univers computacional informen la teoria de l'evolució, el SETI, el lliure albir, la teoria de la complexitat computacional i camps filosòfics com l'ontologia, l'epistemologia i fins i tot el postmodernisme.
Wolfram suggereix que la teoria de la irreductibilitat computacional pot proporcionar una solució a l'existència del lliure albir en un univers nominalment determinista. Postula que el procés computacional en el cervell de l'ésser amb lliure albir és realment prou complex perquè no pugui ser capturat en una computació més simple, a causa del principi d'irreductibilitat computacional. Així, encara que el procés és efectivament determinista, no hi ha millor manera de determinar la voluntat del ser que, en essència, realitzar l'experiment i deixar a l' ésser que l'exerceixi. El llibre també conté un gran nombre de resultats individuals, tant experimentals com analítics, sobre el que computa un autòmat concret o quines són les seves característiques, utilitzant alguns mètodes d'anàlisis.
El llibre també conté un gran nombre de resultats individuals, tant experimentals com analítics, sobre el que computa un autòmat concret o quines són les seves característiques, usant alguns mètodes d'anàlisis.
El llibre conté un nou resultat tècnic en descriure la completesa de Turing de la regla 110 de l'autòmat cel·lular. Les màquines de Turing molt petites poden simular la regla 110, que Wolfram demostra fent servir una màquina de Turing universal de 2 estats i 5 símbols. Wolfram conjectura que una determinada màquina de Turing de 2 estats i 3 símbols és universal. En 2007, com a part de la commemoració del cinquè aniversari del llibre, l'empresa de Wolfram va oferir un premi de 25.000 dòlars per a demostrar que aquesta màquina de Turing és universal. Alex Smith, un estudiant d'informàtica de Birmingham (Regne Unit), va guanyar el premi aquell mateix any en demostrar la conjectura de Wolfram.

## Recepció
Les publicacions periòdiques van donar cobertura a A New Kind of Science, incloent-hi articles en The New York Times, Newsweek, Wired i The Economist. Alguns científics van criticar el llibre per considerar-lo abrasiu i arrogant i van percebre un defecte fatal: que els sistemes simples, com els autòmats cel·lulars, no són prou complexos per a descriure el grau de complexitat present en els sistemes evolucionats, i van observar que Wolfram ignorava les recerques que categoritzen la complexitat dels sistemes. Encara que els crítics accepten el resultat de Wolfram que mostra la computació universal, ho consideren menor i discuteixen l'afirmació de Wolfram d'un canvi de paradigma. Uns altres van considerar que l'obra contenia idees valuoses i refrescants. Wolfram es va dirigir als seus crítics en una sèrie de publicacions en el seu blog.

### Filosofia científica
Un principi del llibre és que com més senzill sigui el sistema, més probable serà que una versió del mateix es repeteixi en una àmplia varietat de contextos més complicats. Per tant, l'obra sosté que l'exploració sistemàtica de l'espai dels programes simples conduirà a una base de coneixements reutilitzables. No obstant això, molts científics creuen que de tots els paràmetres possibles, només alguns es donen realment en l'univers. Per exemple, de totes les permutacions possibles dels símbols que componen una equació, la majoria mancarà essencialment de sentit. El llibre també ha estat criticat per afirmar que el comportament dels sistemes simples és d'alguna manera representatiu de tots els sistemes.

### Metodologia
Una de les crítiques més comunes a A New Kind of Science és que no segueix la metodologia científica establerta. Per exemple, no estableix definicions matemàtiques rigoroses ni intenta demostrar teoremes; i la majoria de les fórmules i equacions estan escrites en Mathematica en lloc de notació estàndard. En aquesta línia, també ha estat criticat per ser molt visual, ja que gran part de la informació es transmet mitjançant imatges que no tenen un significat formal. També ha estat criticat per no utilitzar la recerca moderna en el camp de la complexitat, en particular els treballs que han estudiat la complexitat des d'una perspectiva matemàtica rigorosa, i se l'ha criticat per tergiversar la teoria del caos.

### Utilitat
Ha estat criticat per no proporcionar resultats específics que siguin immediatament aplicables a la recerca científica en desenvolupament. També s'ha criticat, implícitament i explícitament, que l'estudi dels programes simples té poca relació amb l'univers físic i, per tant, el seu valor és limitat. Steven Weinberg ha assenyalat que cap sistema del món real s'ha explicat amb els mètodes de Wolfram de manera satisfactòria.

#### Principi d'equivalència computacional (PEC)
El principi d'equivalència computacional (PCE) ha estat criticat per ser imprecís, poc matemàtic i per no fer prediccions directament verificables. També se l'ha criticat per ser contrari a l'esperit de la recerca en lògica matemàtica i teoria de la complexitat computacional, que busquen fer distincions minucioses entre nivells de sofisticació computacional; i per confondre erròniament diferents tipus de propietats d'universalitat. A més, crítics com Ray Kurzweil han argumentat que ignora la distinció entre maquinari i programari; encara que dos ordinadors puguin ser equivalents en potència, no es dedueix que els dos programes que puguin executar siguin també equivalents. Altres suggereixen que és poc més que una redenominació de la tesi de Church-Turing.

### La teoria fonamental (Capítol 9)
Les especulacions de Wolfram sobre una orientació cap a una teoria fonamental de la física han estat criticades com a imprecises i obsoletes. Scott Aaronson, professor d'informàtica de la Universitat de Texas Austin, també afirma que els mètodes de Wolfram no poden ser compatibles tant amb la relativitat especial com amb les violacions del teorema de Bell i, per tant, no poden explicar els resultats observats en les proves de Bell. Edward Fredkin i Konrad Zuse van ser pioners en la idea d'un univers computable, el primer per escriure una línia en el seu llibre sobre com el món podria ser com un autòmat cel·lular, i més tard desenvolupada per Fredkin utilitzant un model de joguina anomenat Salt. S'ha afirmat que Wolfram intenta prendre aquestes idees com a pròpies, però el seu model de l'univers és una xarxa de reescriptura, i no un autòmat cel·lular, ja que el mateix Wolfram ha suggerit que un autòmat cel·lular no és apte per a descriure les característiques relativistes com ara l'absència d'un marc temporal absolut. Jürgen Schmidhuber també ha acusat Wolfram d'haver robat el seu treball sobre la física computacional de la màquina de Turing sense atribució; concretament la seva idea sobre l'enumeració de possibles universos de Turing computables. En una ressenya d'A New Kind of Science l'any 2002, el premi Nobel i físic de partícules elementals Steven Weinberg va escriure: "El mateix Wolfram és un físic de partícules elementals que ha deixat de ser-ho, i suposo que no pot resistir-se a intentar aplicar la seva experiència amb programes informàtics digitals a les lleis de la naturalesa". Això l'ha portat a l'opinió (també considerada en un article de 1981 de Richard Feynman) que la naturalesa és discreta i no contínua. Suggereix que l'espai consisteix en un conjunt de punts aïllats, com les cèl·lules d'un autòmat cel·lular, i que fins i tot el temps flueix en passos discrets. Seguint una idea d'Edward Fredkin, conclou que el mateix univers seria llavors un autòmat, com un ordinador gegant. És possible, però no veig cap motivació per a aquestes especulacions, excepte que aquest és el tipus de sistema al qual Wolfram i altres s'han acostumat en la seva feina amb els ordinadors. Així que un fuster, mirant la lluna, podria suposar que està feta de fusta.

### Selecció natural
L'afirmació de Wolfram que la selecció natural no és la causa fonamental de la complexitat en la biologia ha portat al periodista Chris Lavers a afirmar que Wolfram no entén la teoria de l'evolució.

### Originalitat
El llibre ha sigut fortament criticat per no ser prou original o important com per justificar el seu títol i pretensions.
S'ha criticat la forma autoritzada en què l'obra presenta un gran nombre d'exemples i arguments, ja que indueix al lector a creure que cadascuna d'aquestes idees era original de Wolfram; en particular, un dels resultats tècnics i nous més importants presentats en el llibre, que la regla 110 de l'autòmat cel·lular és una regla completa de Turing, no va ser provada per Wolfram. Wolfram atribueix la prova al seu assistent de recerca, Matthew Cook. No obstant això, en la secció de notes al final del seu llibre reconeix molts dels descobriments realitzats per aquests altres científics citant els seus noms juntament amb els fets històrics, encara que no en forma de secció com una bibliografia tradicional. A més, la idea que regles molt senzilles solen generar una gran complexitat és ja una idea establerta en la ciència, especialment en la teoria del caos i els sistemes complexos.